# Søren Spanning
Søren Spanning (Frederiksberg, 1951. május 30. – 2020. február 12.) dán színész.

## Fontosabb filmjei
Mozifilmek
- Kassen stemmer (1976)
- Øjeblikket (1980)
- Har du set Alice? (1981)
- Midt om natten (1984)
- Min farmors hus (1984)
- Krummerne 2: Stakkels Krumme (1992)
- Roser og persille (1993)
- Krummerne 3 - fars gode idé (1994)
- Lykkevej (2003)
- Zsinóron (Strings) (2004, hang)
- A fejvadász – A pénz hatalma (Headhunter) (2009, hang)
- Egy veszedelmes viszony (En kongelig affære) (2012)
- A mesterlövész (Skytten) (2013)

Tv-filmek
- Misantropen (1981)
- Anthonsen nyomoz (Anthonsen) (1984)
- August Strindberg – Életjáték (August Strindberg: Ett liv) (1985)
- A serfőző (Bryggeren) (1996)

Tv-sorozatok
- Tangó három felvonásban (Tango for tre) (1994, öt epizódban)
- Krummernes Jul (1996, 24 epizódban)
- Taxa (1997–1998, 11 epizódban)
- Körhinta (Karrusel) (1998, három epizódban)
- Brødrene Mortensens jul (1998, 11 epizódban)
- Hotellet (2001–2002, 32 epizódban)
- A mesemondó (The Fairytaler) (2004–2005, hang, hét epizódban)
- Jul i Valhal (2005, tíz epizódban)
- Lærkevej (2009–2010, 21 epizódban)
- Borgen (2010–2013, 21 epizódban)
- Egy gyilkos ügy (Forbrydelsen) (2012, egy epizódban)